# ماركوس هدسون
ماركوس هدسون (بالإنجليزية: Marcus Hudson)‏ هو لاعب كرة قدم أمريكية أمريكي، ولد في 15 نوفمبر 1982 في ميامي في الولايات المتحدة.

## وصلات خارجية
- ماركوس هدسون على موقع مرجع كرة القدم المحترفة.كوم (الإنجليزية)